# Camellia seiobo
Camellia seiobo är en tvåhjärtbladig växtart som beskrevs av Takasi Tuyama. Camellia seiobo ingår i släktet Camellia och familjen Theaceae. Inga underarter finns listade i Catalogue of Life.